# Zgrada u Radojevića prolazu 6 u Visu
Zgrada u gradu Visu, na adresi Radojevića prolaz 6 je kamena katnica s potkrovljem. Izgrađena je u glavnoj ulici na predjelu Luka. Na uličnom pročelju ima dućanska vrata na koljeno nad kojima je ploča s grbom na kojemu je u sredini romboidnog štita palma okružena s četiri slova VP ZI. Prema načinu gradnje i stilskim karakteristikama može se datirati u 15. stoljeće. Danas je u ruševnom stanju.

## Zaštita
Pod oznakom Z-5594 zavedena je pod vrstom "nepokretno kulturno dobro - pojedinačno", pravna statusa zaštićena kulturnog dobra, klasificirano kao "stambene građevine".